# Wicked Twister
Wicked Twister sont des méga montagnes russes inversées navette lancées du parc Cedar Point, situé à Sandusky, en Ohio, aux États-Unis. Avec leurs 66 mètres de hauteur, ce sont les plus hautes montagnes russes inversées au monde malgré le fait que le parcours soit ouvert. Elles ont été construites par Intamin et sont du modèle Twisted Impulse Coaster.
En août 2021, Cedar Point annonce la fermeture de l'attraction le 6 septembre 2021.

## Description
L'attraction est composée de deux tours, avec chacune une spirale verticale de 450 degrés. Au début du tour, le train est accéléré par les moteurs linéaires à induction et arrive approximativement à la moitié de la hauteur de la première tour. Il redescend, repasse par la gare et les moteurs et arrive presque au haut de la deuxième tour. Il passe encore trois fois par les moteurs jusqu'à ce qu'il arrive à sa hauteur et à sa vitesse maximales, puis est freiné.

## Trains
Wicked Twister a un seul train avec huit wagons. Les passagers sont placés par deux sur deux rangées pour un total de 32 passagers par train.